# アレンツァーノ
アレンツァーノ(イタリア語: Arenzano)は、イタリア共和国リグーリア州ジェノヴァ県にある、人口約11,000人の基礎自治体（コムーネ）。

## 地理

### 位置・広がり

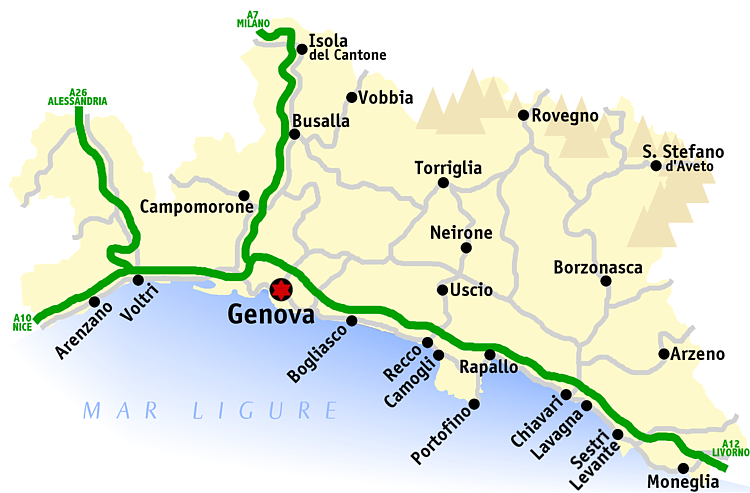
ジェノヴァ県概略図

#### 隣接コムーネ
隣接するコムーネは以下の通り。
- コゴレート
- ジェーノヴァ
- サッセッロ (SV)

### 地震分類
イタリアの地震リスク階級 (it) では、4 に分類される
。

## 姉妹都市
- Loutraki、ギリシャ 1957年
- ポントワーズ、フランス 1958年
- Domburg、オランダ 1958年
- アル・ジャディーダ、モロッコ 1964年
- タタ、ハンガリー 1994年
- カラゼッタ、イタリア 2009年

## 人物

### 著名な出身者
- エドアルド・キヨッソーネ - 版画家・画家。明治初期日本のお雇い外国人として著名